# IIHF Continental Cup 2023/24
Der IIHF Continental Cup 2023/24 war die 26. Austragung des von der Internationalen Eishockey-Föderation IIHF ausgetragenen Wettbewerbs. Das Turnier begann am 22. September 2023 und endete mit dem Superfinale vom 12. bis 14. Januar 2024. Insgesamt sollten 20 Mannschaften aus ebenso vielen europäischen Ländern in insgesamt sieben Turnieren teilnehmen. Der türkische Meister Buzadam Istanbul zog seine Teilnahme jedoch zurück.

## Modus
- Kein Teilnehmer ist automatisch für das Finalturnier qualifiziert, d. h. alle Mannschaften müssen sich über Qualifikationsturniere der verschiedenen Runden für das Super-Finale qualifizieren
- Mannschaften aus den Ländern der Gründungsligen der CHL (Schweden, Finnland, Tschechien, Schweiz, Deutschland, Österreich) dürfen nicht am Continental Cup teilnehmen

## Turnierübersicht und Teilnehmer
| Runde        | Datum                                   | Gruppe   | Austragungsort             | Teilnehmer                                                                 | Zuschauer | Zuschauer |
| Runde        | Datum                                   | Gruppe   | Austragungsort             | Teilnehmer                                                                 | Gesamt    | Schnitt   |
| ------------ | --------------------------------------- | -------- | -------------------------- | -------------------------------------------------------------------------- | --------- | --------- |
| Erste Runde  | 22. September 2023 – 24. September 2023 | Gruppe A | Jaca, Spanien              | CH Jaca Irbis-Skate Sofia Bulldogs de Liège                                | 1.033     | 517       |
| Erste Runde  | 22. September 2023 – 24. September 2023 | Gruppe B | Kaunas, Litauen            | Kaunas City HC Panter Tallinn KHL Zagreb Skautafelag Reykjavikur           | 1.765     | 294       |
| Zweite Runde | 13. Oktober 2023 – 15. Oktober 2023     | Gruppe C | Jelgava, Lettland          | HK Zemgale HK Celje CSM Corona Brașov Bulldogs de Liège                    | 2.736     | 456       |
| Zweite Runde | 13. Oktober 2023 – 15. Oktober 2023     | Gruppe D | Belgrad, Serbien           | KHK Roter Stern Belgrad HK Sokil Kiew Ferencvárosi TC Budapest Kaunas City | 1.079     | 180       |
| Dritte Runde | 17. November 2023 – 19. November 2023   | Gruppe E | Grenoble, Frankreich       | Cardiff Devils Brûleurs de Loups de Grenoble Nomad Astana HK Zemgale       | 16.582    | 2.764     |
| Dritte Runde | 17. November 2023 – 19. November 2023   | Gruppe F | Cortina d’Ampezzo, Italien | SG Cortina Herning Blue Fox GKS Katowice Ferencvárosi TC Budapest          | 6.375     | 1063      |
| Finale       | 12. Januar 2024 – 14. Januar 2024       | Finale   | Cardiff, Wales             | Cardiff Devils Nomad Astana GKS Katowice Herning Blue Fox                  | 15.272    | 2.545     |

## Erste Runde

### Gruppe A
Die Spiele der Gruppe A fanden vom 22. bis 24. September 2023 im spanischen Jaca statt. Gespielt wurde im Pabellón de Hielo de Jaca. Der Sieger der Gruppe A qualifiziert sich für die zweite Runde. Dort trifft er in der Gruppe C auf bereits für die zweite Runde gesetzte Mannschaften.
| 22. September 2023 21:00 Uhr (Ortszeit) | CH Jaca | 15:2 (3:1, 5:0, 7:1) Spielbericht | Irbis-Skate Sofia | Pabellón de Hielo, Jaca Zuschauer: 568 |

| 24. September 2023 17:00 Uhr | CH Jaca | 1:6 (1:0, 0:2, 0:4) Spielbericht | Bulldogs de Liège | Pabellón de Hielo, Jaca Zuschauer: 465 |

Das Spiel zwischen CH Jaca und Bulldogs de Liège, welches hätte am 23.9. stattfinden sollen, musste nach dem 1. Drittel abgebrochen werden und wurde am 24.9. nachgeholt. Die Turnierleitung entschied, das 3. Spiel zwischen Bulldogs de Liège gegen Irbis-Skate Sofia abzugesagen und den Gewinner des Spiels zwischen CH Jaca und Bulldogs de Liège zum Turniersieger und damit zum Qualifikant für die 2. Runde zu erklären. Damit hat offiziell nur 1 Spiel in dieser Gruppe stattgefunden.

### Gruppe B
Die Spiele der Gruppe B fanden vom 22. bis 24. September 2023 im litauischen Kaunus statt. Gespielt wurde im Kaunas Ice Palace. Der Sieger der Gruppe B qualifiziert sich für die zweite Runde. Dort trifft er in der Gruppe D auf bereits für die zweite Runde gesetzte Mannschaften.
| 22. September 2024 15:00 Uhr (Ortszeit) | HC Panter Tallinn | 14:0 (3:0, 4:0, 5:0) Spielbericht | Skautafelag Reykjavikur | Kaunas Ice Palace, Kaunas Zuschauer: 250 |

| 22. September 2023 18:30 Uhr | KHL Zagreb | 0:11 (0:5, 0:4, 0:2) Spielbericht | Kaunas City | Kaunas Ice Palace, Kaunas Zuschauer: 412 |

| 22. September 2023 13:00 Uhr | Skautafelag Reykjavikur | 3:5 (1:0, 1:3, 1:2) Spielbericht | KHL Zagreb | Kaunas Ice Palace, Kaunas Zuschauer: 115 |

| 23. September 2023 16:30 Uhr | HC Panter Tallinn | 4:9 (1:1, 1:2, 2:6) Spielbericht | Kaunas City | Kaunas Ice Palace, Kaunas Zuschauer: 521 |

| 24. September 2023 13:00 Uhr | KHL Zagreb | 4:6 (1:2, 1:2, 2:2) Spielbericht | HC Panter Tallinn | Kaunas Ice Palace, Kaunas Zuschauer: 107 |

| 24. September 2023 16:30 Uhr | Kaunas City | 10:1 (2:0, 3:0, 5:1) Spielbericht | Skautafelag Reykjavikur | Kaunas Ice Palace, Kaunas Zuschauer: 360 |

| Pl. |                         | Sp | S | OTS | OTN | N | Tore  | Punkte |
| 1.  | Kaunas City             | 3  | 3 | 0   | 0   | 0 | 30:50 | 9      |
| 2.  | HC Panter Tallinn       | 3  | 2 | 0   | 0   | 1 | 24:13 | 6      |
| 3.  | KHL Zagreb              | 3  | 1 | 0   | 0   | 2 | 09:20 | 3      |
| 4.  | Skautafelag Reykjavikur | 3  | 0 | 0   | 0   | 3 | 04:29 | 0      |

Abkürzungen: Pl. = Platz, Sp = Spiele, S = Siege, OTS = Siege nach Verlängerung (Overtime) oder Penaltyschießen, OTN = Niederlagen nach Verlängerung oder Penaltyschießen, N = Niederlagen

Erläuterungen: Qualifikation für die zweite Runde

## Zweite Runde
Die zweite Runde des Continental Cups wurde vom 13. bis 15. Oktober 2023 in zwei Gruppen ausgespielt. Die Spielorte waren die Jelgavas Ledushalle im lettischen Jelgava sowie die Ledena dvorana Pionir im serbischen Belgrad.
Die Erstplatzierten der beiden Gruppen erreichten die dritte Runde und trafen dort auf die für die dritte Runde gesetzten Mannschaften.

### Gruppe C
| 13. Oktober 2023 15:30 Uhr (Ortszeit) | HK Celje | 9:3 (2:1, 2:2, 5:0) Spielbericht | Bulldogs de Liège | Jelgavas Ledushalle, Jelgava Zuschauer: 247 |

| 13. Oktober 2023 19:30 Uhr | HK Zemgale | 3:1 (2:0, 1:0, 0:1) Spielbericht | CSM Corona Brașov | Jelgavas Ledushalle, Jelgava Zuschauer: 679 |

| 14. Oktober 2023 15:30 Uhr | HK Celje | 2:4 (1:2, 1:2, 0:0) Spielbericht | CSM Corona Brașov | Jelgavas Ledushalle, Jelgava Zuschauer: 230 |

| 14. Oktober 2023 19:30 Uhr | Bulldogs de Liège | 1:2 (0:0, 1:1, 0:1) Spielbericht | HK Zemgale | Jelgavas Ledushalle, Jelgava Zuschauer: 655 |

| 15. Oktober 2023 15:00 Uhr | CSM Corona Brașov | 11:2 (4:0, 2:2, 5:0) Spielbericht | Bulldogs de Liège | Jelgavas Ledushalle, Jelgava Zuschauer: 247 |

| 15. Oktober 2023 19:00 Uhr | HK Zemgale | 4:1 (2:1, 0:0, 2:0) Spielbericht | HK Celje | Jelgavas Ledushalle, Jelgava Zuschauer: 678 |

| Pl. |                   | Sp | S | OTS | OTN | N | Tore  | Punkte |
| 1.  | HK Zemgale        | 3  | 3 | 0   | 0   | 0 | 09:30 | 9      |
| 2.  | CSM Corona Brașov | 3  | 2 | 0   | 0   | 1 | 16:70 | 6      |
| 3.  | HK Celje          | 3  | 1 | 0   | 0   | 2 | 12:11 | 3      |
| 4.  | Bulldogs de Liège | 3  | 0 | 0   | 0   | 3 | 06:22 | 0      |

Abkürzungen: Pl. = Platz, Sp = Spiele, S = Siege, OTS = Siege nach Verlängerung (Overtime) oder Penaltyschießen, OTN = Niederlagen nach Verlängerung oder Penaltyschießen, N = Niederlagen

Erläuterungen: Qualifikation für die dritte Runde

### Gruppe D
| 13. Oktober 2023 16:00 Uhr (Ortszeit) | Ferencvárosi TC Budapest | 5:0 (2:0, 3:0, 0:0) Spielbericht | Kaunas City | Ledena dvorana Pionir, Belgrad Zuschauer: 47 |

| 13. Oktober 2023 19:30 Uhr | HK Sokil Kiew | 4:2 (0:1, 3:0, 1:1) Spielbericht | KHK Roter Stern Belgrad | Ledena dvorana Pionir, Belgrad Zuschauer: 236 |

| 14. Oktober 2023 16:00 Uhr | Kaunas City | 5:1 (3:0, 2:1, 0:0) Spielbericht | HK Sokil Kiew | Ledena dvorana Pionir, Belgrad Zuschauer: 39 |

| 14. Oktober 2023 19:30 Uhr | Ferencvárosi TC Budapest | 10:0 (1:0, 7:0, 2:0) Spielbericht | KHK Roter Stern Belgrad | Ledena dvorana Pionir, Belgrad Zuschauer: 348 |

| 15. Oktober 2023 13:30 Uhr | HK Sokil Kiew | 1:6 (1:5, 0:1, 0:0) Spielbericht | Ferencvárosi TC Budapest | Ledena dvorana Pionir, Belgrad Zuschauer: 73 |

| 15. Oktober 2023 17:00 Uhr | KHK Roter Stern Belgrad | 4:3 n. P. (0:2, 2:1, 1:0, 0:0, 1:0) Spielbericht | Kaunas City | Ledena dvorana Pionir, Belgrad Zuschauer: 336 |

| Pl. |                           | Sp | S | OTS | OTN | N | Tore  | Punkte |
| 1.  | Ferencvárosi TC Budapesty | 3  | 3 | 0   | 0   | 0 | 21:10 | 9      |
| 2.  | Kaunas City               | 3  | 1 | 0   | 1   | 1 | 08:10 | 4      |
| 3.  | HK Sokil Kiew             | 3  | 1 | 0   | 0   | 2 | 06:13 | 3      |
| 4.  | KHK Roter Stern Belgrad   | 3  | 0 | 1   | 0   | 2 | 06:17 | 2      |

Abkürzungen: Pl. = Platz, Sp = Spiele, S = Siege, OTS = Siege nach Verlängerung (Overtime) oder Penaltyschießen, OTN = Niederlagen nach Verlängerung oder Penaltyschießen, N = Niederlagen

Erläuterungen: Qualifikation für die dritte Runde

## Dritte Runde
Die dritte Runde des Continental Cups wurde vom 17. bis 19. November 2023 in zwei Gruppen ausgespielt. Die Spielorte waren das Patinoire Polesud im französischen Grenoble sowie das Olympisches Eisstadion Cortina im italienischen Cortina d’Ampezzo.
Die jeweils zwei Erstplatzierten der beiden Gruppen erreichten die Finalrunde.

### Gruppe E
| 17. November 2023 16:00 Uhr (Ortszeit) | Cardiff Devils | 4:5 (0:0, 2:3, 2:2) Spielbericht | Nomad Astana | Patinoire Polesud, Grenoble Zuschauer: 1.523 |

| 17. November 2023 20:15 Uhr | Brûleurs de Loups de Grenoble | 1:3 (0:0, 1:1, 0:2) Spielbericht | HK Zemgale | Patinoire Polesud, Grenoble Zuschauer: 3.653 |

| 18. November 2023 16:00 Uhr | HK Zemgale | 2:5 (1:3, 0:1, 1:1) Spielbericht | Cardiff Devils | Patinoire Polesud, Grenoble Zuschauer: 2.154 |

| 18. November 2023 20:15 Uhr | Brûleurs de Loups de Grenoble | 0:2 (0:1, 0:1, 0:0) Spielbericht | Nomad Astana | Patinoire Polesud, Grenoble Zuschauer: 3.724 |

| 19. November 2023 15:00 Uhr | Nomad Astana | 4:1 (1:0, 2:0, 1:1) Spielbericht | HK Zemgale | Patinoire Polesud, Grenoble Zuschauer: 2.074 |

| 19. November 2023 19:15 Uhr | Cardiff Devils | 1:0 (0:0, 1:0, 0:0) Spielbericht | Brûleurs de Loups de Grenoble | Patinoire Polesud, Grenoble Zuschauer: 3.454 |

| Pl. |                               | Sp | S | OTS | OTN | N | Tore  | Punkte |
| 1.  | Nomad Astana                  | 3  | 3 | 0   | 0   | 0 | 11:50 | 9      |
| 2.  | Cardiff Devils                | 3  | 2 | 0   | 0   | 1 | 10:70 | 6      |
| 3.  | HK Zemgale                    | 3  | 1 | 0   | 0   | 2 | 06:10 | 3      |
| 4.  | Brûleurs de Loups de Grenoble | 3  | 0 | 0   | 0   | 3 | 01:60 | 0      |

Abkürzungen: Pl. = Platz, Sp = Spiele, S = Siege, OTS = Siege nach Verlängerung (Overtime) oder Penaltyschießen, OTN = Niederlagen nach Verlängerung oder Penaltyschießen, N = Niederlagen

Erläuterungen: Qualifikation für das Super Final

### Gruppe F
| 17. November 2023 16:30 Uhr (Ortszeit) | GKS Katowice | 5:4 (1:1, 2:0, 2:3) Spielbericht | Ferencvárosi TC Budapest | Olympisches Eisstadion Cortina, Cortina d’Ampezzo Zuschauer: 955 |

| 17. November 2023 20:30 Uhr | Herning Blue Fox | 3:4 (2:1, 1:3, 0:0) Spielbericht | SG Cortina | Olympisches Eisstadion Cortina, Cortina d’Ampezzo Zuschauer: 955 |

| 18. November 2023 16:30 Uhr | Ferencvárosi TC Budapest | 1:4 (0:0, 1:3, 0:1) Spielbericht | Herning Blue Fox | Olympisches Eisstadion Cortina, Cortina d’Ampezzo Zuschauer: 1.117 |

| 18. November 2023 20:30 Uhr | GKS Katowice | 8:0 (5:0, 2:0, 1:0) Spielbericht | SG Cortina | Olympisches Eisstadion Cortina, Cortina d’Ampezzo Zuschauer: 1.340 |

| 19. November 2023 16:30 Uhr | Herning Blue Fox | 3:2 n. V. (0:1, 0:0, 2:1, 1:0) Spielbericht | GKS Katowice | Olympisches Eisstadion Cortina, Cortina d’Ampezzo Zuschauer: 1.004 |

| 19. November 2023 20:30 Uhr | SG Cortina | 4:5 n. V. (1:1, 2:0, 1:3, 0:1) Spielbericht | Ferencvárosi TC Budapest | Olympisches Eisstadion Cortina, Cortina d’Ampezzo Zuschauer: 1.004 |

| Pl. |                          | Sp | S | OTS | OTN | N | Tore  | Punkte |
| 1.  | GKS Katowice             | 3  | 2 | 0   | 1   | 0 | 15:70 | 7      |
| 2.  | Herning Blue Fox         | 3  | 1 | 1   | 0   | 1 | 10:70 | 5      |
| 3.  | SG Cortina               | 3  | 1 | 0   | 1   | 1 | 08:16 | 4      |
| 4.  | Ferencvárosi TC Budapest | 3  | 0 | 1   | 0   | 2 | 10:13 | 2      |

Abkürzungen: Pl. = Platz, Sp = Spiele, S = Siege, OTS = Siege nach Verlängerung (Overtime) oder Penaltyschießen, OTN = Niederlagen nach Verlängerung oder Penaltyschießen, N = Niederlagen

Erläuterungen: Qualifikation für das Super Final

## Super Final
Das Finale der besten vier Mannschaften fand vom 12. bis 14. Januar 2024 im walisischen Cardiff statt. Der Austragungsort war die Vindico Arena.

### Gruppe G
| 12. Januar 2024 16:00 Uhr (Ortszeit) | GKS Katowice | 5:4 n. P. (1:2, 1:1, 2:1, 0:0, 1:0) Spielbericht | Herning Blue Fox | Vindico Arena, Cardiff Zuschauer: 2.031 |

| 12. Januar 2024 20:00 Uhr | Nomad Astana | 5:2 (2:1, 1:1, 2:0) Spielbericht | Cardiff Devils | Vindico Arena, Cardiff Zuschauer: 2.848 |

| 13. Januar 2024 15:00 Uhr | Herning Blue Fox | 2:7 (0:4, 1:2, 1:1) Spielbericht | Nomad Astana | Vindico Arena, Cardiff Zuschauer: 2.123 |

| 13. Januar 2024 19:00 Uhr | GKS Katowice | 2:3 (1:2, 0:0, 1:1) Spielbericht | Cardiff Devils | Vindico Arena, Cardiff Zuschauer: 3.012 |

| 14. Januar 2024 15:00 Uhr | Nomad Astana | 3:1 (0:0, 1:1, 2:0) Spielbericht | GKS Katowice | Vindico Arena, Cardiff Zuschauer: 2.235 |

| 14. Januar 2024 19:00 Uhr | Cardiff Devils | 3:4 (2:2, 1:1, 0:1) Spielbericht | Herning Blue Fox | Vindico Arena, Cardiff Zuschauer: 3.023 |

| Pl. |                  | Sp | S | OTS | OTN | N | Tore  | Punkte |
| 1.  | Nomad Astana     | 3  | 3 | 0   | 0   | 0 | 15:50 | 9      |
| 2.  | Herning Blue Fox | 3  | 1 | 0   | 1   | 1 | 10:15 | 4      |
| 3.  | Cardiff Devils   | 3  | 1 | 0   | 0   | 2 | 08:11 | 3      |
| 4.  | GKS Katowice     | 3  | 0 | 1   | 0   | 2 | 07:14 | 2      |

Abkürzungen: Pl. = Platz, Sp = Spiele, S = Siege, OTS = Siege nach Verlängerung (Overtime) oder Penaltyschießen, OTN = Niederlagen nach Verlängerung oder Penaltyschießen, N = Niederlagen

### Beste Torhüter
Die beste Fangquote unter den Torhütern wies Nikita Bojarkin auf, der 92,59 Prozent der Schüsse auf sein Tor parierte.
Abkürzungen: Sp = Spiele, Min = Eiszeit (in Minuten), GT = Gegentore, SO = Shutouts, Sv% = gehaltene Schüsse (in %), GTS = Gegentorschnitt; Fett: Turnierbestwert
| Spieler           | Mannschaft | Sp | Min    | SaT | GT | GTS  | SVS | Sv%   | SO |
| ----------------- | ---------- | -- | ------ | --- | -- | ---- | --- | ----- | -- |
| Nikita Bojarkin   | Nomad      | 2  | 120:00 | 54  | 4  | 2,00 | 50  | 92,59 | 0  |
| Ben Bowns         | Cardiff    | 2  | 119:06 | 61  | 6  | 3,02 | 55  | 90,16 | 0  |
| John Murray       | Katowice   | 2  | 123:07 | 66  | 7  | 3,41 | 59  | 89,39 | 0  |
| Valdemar Andersen | Herning    | 3  | 185:00 | 91  | 14 | 4,54 | 77  | 84,62 | 0  |

### IIHF-Continental-Cup-Sieger
| IIHF-Continental-Cup-Sieger Nomad Astana | Torhüter: Nikita Boyarkin, Dschelal-ad-Din Amirbekow Verteidiger: Klimenti Zarjow, Artjom Koroljow, Danil Butenko, Tamirlan Gaitamirow, Madi Dikhanbek, Khaknazar Kengesbay, Kirill Nikitin Stürmer: Oleg Boiko, Ali Kassenow, Dias Gusseinow, Dinmukhamed Kaiyrzhan, Artur Gatijatow, Daniil Zybin, Michail Rachmanow, Maxim Musorow, Alexander Borissewitsch, Stanislaw Alexandrow, Nikolai Schulga, Abay Mangisbajew, Dmitri Makejew Cheftrainer: Georgi Wereschtschagin Assistenztrainer: Alexander Beresenski |